# Paseo de la Agrícola (Barcelona)
El paseo de la Agrícola es un paseo de la Zona Franca de Barcelona. Debe su nombre a la Sociedad Agrícola, encargada de sanear las tierras que ocupa el paseo cuando eran pantanosas. 
El 26 de mayo de 1925 le fue dado el nombre de paseo Agrícola y en 1960 fue cambiado a paseo Álvarez de la Campa en honor a Fernando Álvarez de la Campa, militar que ocupó la alcaldía de Barcelona entre octubre de 1923 y septiembre de 1924. El 12 de junio de 1980, durante el mandato de Narcís Serra, fue cambiado su denominación al nombre actual.